# Свети Николай (Маруша)
„Свети Николай“ (на гръцки: Αγίου Νικολάου) е църква в Република Гърция, в изоставеното берско село Маруша. Църквата е под управлението на Берската, Негушка и Камбанийска епархия.

## История
Църквата е построена в началото на XVIII век, вероятно върху по-стар храм и е единствената оцеляла сграда в селото след разрушаването му по време на Негушкото въстание от 1822 година. Според зографския надпис е изписана в 1850 година при митрополит Теоклит Берски.

## Архитектура
В архитектурно отношение е еднокорабна базилика с дървен покрив и с изпъкнала правоъгълна апсида на изток, в която има сляпа ниша, която служи като Света трапеза. В източната стена има друга сляпа ниша, протезис. Нартексът, служил и за женска църква, е почти равен по размери на наоса и комуникира с него чрез малък вход. Църквата има и екзонартекс, който се простира по по-голямата част от южната стена.
Църквата има два входа, които са разположени на южната ѝ стена. Единият от тях води в наоса, а другият в притвора. Височината на входовете не надвишава 1,5 метра - типично за времето, за да не може да се влиза в храма на кон и така да се осквернява. Осветлението му е изключително лошо, тъй като има само един отвор - прозорец на южната стена и се осветява само от светлината на свещи и полилеи. Подът на църквата е покрит с керамични плочи от началото на XVIII век, някои от които имат гравирана украса. Подобна керамика, вероятно дело на същата работилница, е запазена и на пода на светилището на храма „Свети Атанасий“ в съседното Чорново, енорийски храм на Маруша.
Поради факта, че храмът е построен върху планински склон, неговата западна и половин южна стена са по-високи отвън от останалата част на храма. В екзонартекса има стълбище, което се простира от височината на входа на притвора на югозапад до западната стена на храма. Непосредствено до западната стена има малка камбанария. На изток от църквата е новата камбанария, както и двуетажна сграда от 60-те години на XX век, служеща за гости. На север от църквата е било селското гробище - там са открити три надгробни кръста, които са запазени вградени отвън в източната стена на храма. Църквата, като най-вероятно единствена църква в селото, е била използвана едновременно като енорийска и гробищна.
Църквата е многократно повреждана и обирана от иманяри. Старите икони на иконостаса на храма са откраднати през юли 1992 година. Голяма част от стенописите в наоса са варосани в XX век поради незнание от селяни в околните села.
- Стенописи